# Етра

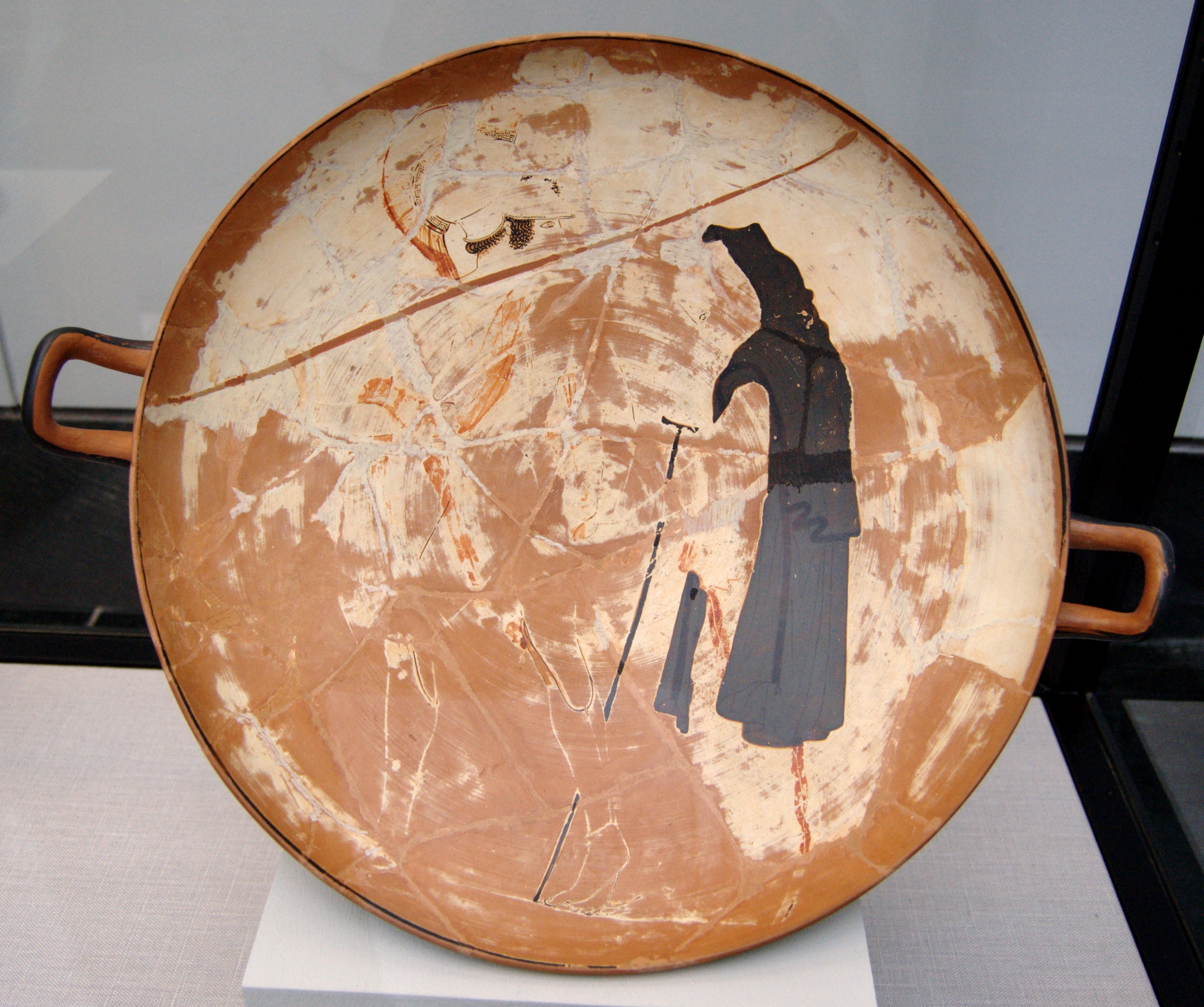
Демофонт звільняє Етру

- Етра, також Ефра (грец. Αίθρα) — дочка Піттея, царя Тройзену, дружина Егея, мати Тесея. За одним із переказів, Етру викрали Діоскури, і вона стала рабинею Єлени, з якою прибула до Трої.
- Етра — дочка Океана, дружина Атланта, від якого в неї народилися Гіади та Гіас.

На честь Етри названо астероїд головному поясу 132 Етра.